# Adoxomyia formosana
Adoxomyia formosana är en tvåvingeart som först beskrevs av Kertesz 1923.  Adoxomyia formosana ingår i släktet Adoxomyia och familjen vapenflugor.
Artens utbredningsområde är Taiwan. Inga underarter finns listade i Catalogue of Life.